# Cosmotron

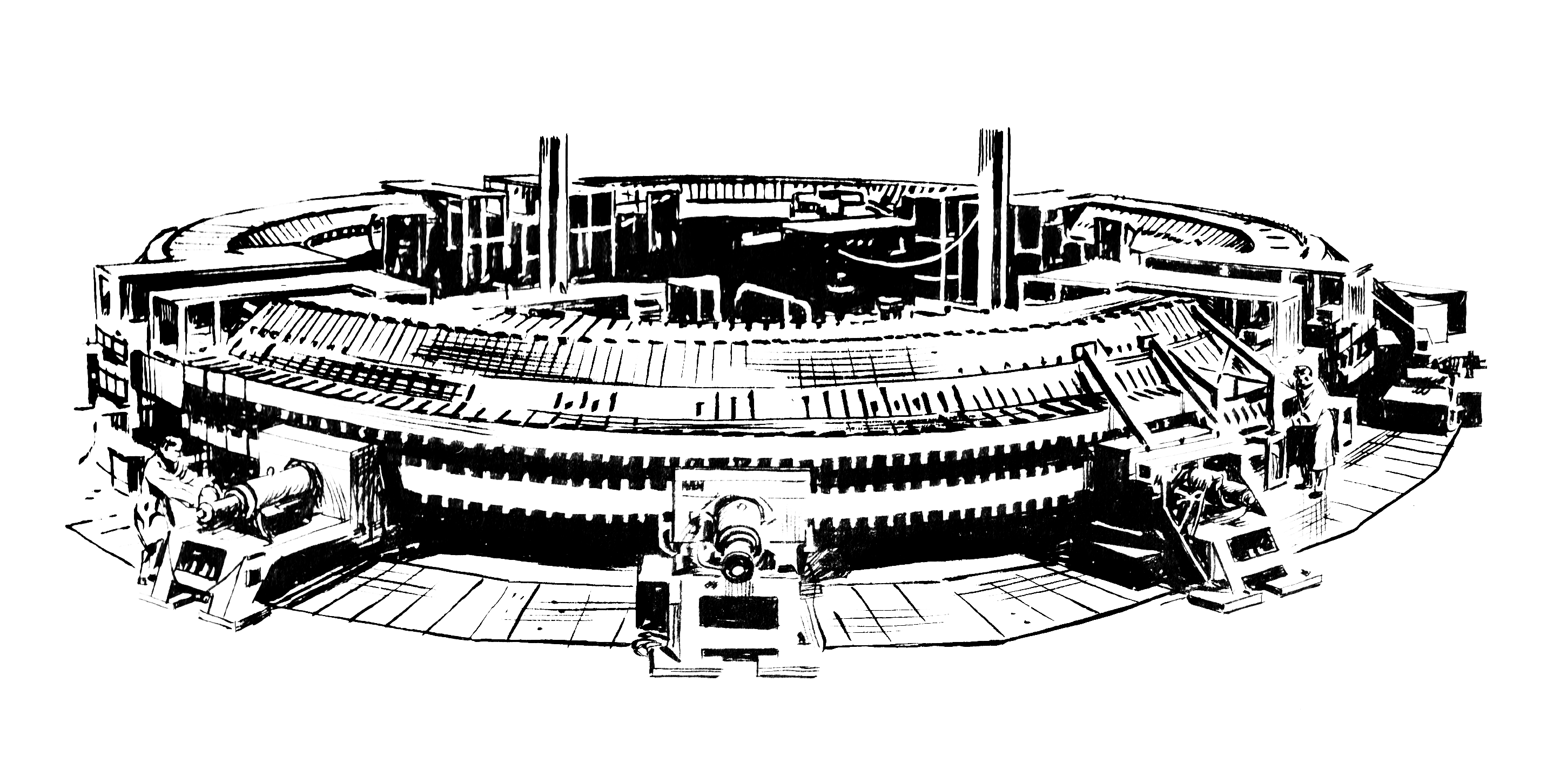
Un dessin du Cosmotron

Le Cosmotron était un accélérateur de particules, en particulier un synchrotron à protons, au Laboratoire national de Brookhaven. Sa construction a été approuvée par la Commission de l'énergie atomique des États-Unis en 1948, il a atteint sa pleine énergie en 1953, et il a continué à fonctionner jusqu'en 1966 et a été démantelé en 1969. Il a été le premier accélérateur de particules à transmettre une énergie cinétique dans la gamme de GeV à une seule particule, accélérant les protons à 3,3 GeV. Il a également été le premier accélérateur à permettre l'extraction du faisceau de particules pour des expériences situées hors accélérateur. Il a été utilisé pour observer un certain nombre de mésons qui n'avaient été vus que dans les rayons cosmiques, et pour faire les premières découvertes de particules lourdes et instables (appelées particules V à l'époque) conduisant à la confirmation expérimentale de la théorie de la production associée de particules étranges. Ce fut le premier accélérateur capable de produire tous les mésons positifs et négatifs détectés jusqu'à présent dans les rayons cosmiques. Ses découvertes incluent le premier méson vectoriel. 
Le nom choisi pour le synchrotron était Cosmitron (traduisant une ambition de produire des rayons cosmiques) mais a été changé en Cosmotron pour sonner comme le cyclotron. La taille du faisceau de 64 × 15 cm et un objectif énergétique d'environ 3 GeV ont déterminé les paramètres de la machine. Le synchrotron était composé de 288 aimants pesant chacun 6 tonnes et fournissant jusqu'à 1,5 T, formant quatre sections incurvées. L'amplitude des changements de champ a été maintenue dans des limites acceptables en accélérant d'abord les particules à une énergie intermédiaire dans un autre accélérateur, puis en les injectant dans le Cosmotron. Les sections droites sans aimants posaient un problème par absence de mise au point (en effet les oscillations des bêtatrons pouvaient changer soudainement et osciller sauvagement). Mais, tous ces problèmes majeurs ont été surmontés. 